# Comisaría General de Policía Judicial

Emblema de la Comisaría General de Policía Judicial.

La Comisaría General de Policía Judicial es el departamento del Cuerpo Nacional de Policía de España que, al igual que hace la Policía Judicial del Cuerpo de la Guardia Civil, investiga los delitos, especialmente la delincuencia organizada, económica, financiera, tecnológica y monetaria. Está también a cargo, en su ámbito de actuación, de la investigación del tráfico de drogas y el control de juegos de azar. A su vez, se encarga de la colaboración con policías extranjeras.
La Comisaría General fue creada en 1958 como «Comisaría General de Investigación Criminal» y renombrada en 1978 como «Comisaría General de Policía Judicial».

## Estructura orgánica

### Secretaría General
En su función de apoyo y asistencia a la Comisaría General, analiza y planifica sus líneas generales de actuación, y gestiona los asuntos relativos al régimen de personal y medios adscritos a la misma. Se responsabiliza además de los bancos de datos propios de la Comisaría General.
El Secretario General, como segundo jefe de la Comisaría General, sustituye a su titular en los casos de vacante, ausencia o enfermedad. 

### Unidad de Droga y Crimen Organizado(UDYCO)
Asume la investigación y persecución de las actividades delictivas, de ámbitos nacional y transnacional, relacionadas con el tráfico de drogas y el crimen organizado, así como la coordinación operativa y el apoyo técnico de las respectivas unidades territoriales. De esta Unidad dependerán:

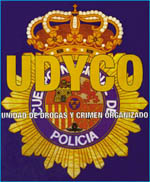
UDYCO

1. Brigada Central de Estupefacientes, que asume las competencias de investigación y persecución de los delitos relacionados con el tráfico ilegal de drogas, con arreglo a la legislación sobre la materia.
2. Brigada Central de Crimen Organizado, que asume la investigación y persecución de las actividades delictivas vinculadas a la delincuencia organizada. Destaca la dirección sobre los Grupos de Respuesta contra el Crimen Organizado (GRECO).
3. Unidad Adscrita a la Fiscalía General del Estado, que desempeñará los cometidos que, como Policía Judicial, le asigne el Órgano al que figura adscrita.

### Unidad de Delincuencia Especializada y Violenta (UDEV)
Asume la investigación y persecución de las actividades delictivas, de ámbitos nacional y transnacional, relacionadas con los secuestros, las extorsiones e incidentes críticos, el patrimonio, especialmente el patrimonio histórico-artístico, el consumo y medio ambiente, las infracciones delictivas en materia de dopaje en el deporte, la utilización de las nuevas tecnologías, el ámbito familiar y los menores, y los delitos contra las personas y la libertad sexual, así como la coordinación operativa y el apoyo técnico de las respectivas unidades territoriales. De esta Unidad dependerán:
1. Brigada de Investigación de la Delincuencia Especializada, encargada de la investigación y persecución de los delitos relacionados con el patrimonio, el consumo y el medio ambiente, la propiedad intelectual e industrial. De esta brigada dependerá el Servicio de Control de Juegos de Azar, con la misión de vigilancia e inspección del cumplimiento de la normativa sobre el juego e investigación de los delitos que se generen en este ámbito. 
2. La Brigada Central de investigación de Delitos Contra las Personas, encargada de la investigación y persecución de los delitos contra la vida, libertad, homicidios, agresiones sexuales y desaparecidos; así como los cometidos en el ámbito familiar y en materia de menores de edad.

### Unidad Central de Inteligencia Criminal (UCIC)
Se responsabiliza de la captación, recepción, análisis, tratamiento y desarrollo de las informaciones relativas a la criminalidad, así como de las actividades en materia de prospectiva y estrategia. Igualmente asume la función de coordinación de la información de interés policial. 
Esta Unidad y las unidades territoriales de inteligencia, de la que dependen funcionalmente, asumen el desarrollo de la función de inteligencia criminal. 

### Unidad de Delincuencia Económica y Fiscal (UDEF)
Asume la investigación y persecución de las actividades delictivas, de ámbito nacional e internacional, en materia de delincuencia económica y fiscal, así como la coordinación operativa y el apoyo técnico a las respectivas Unidades territoriales. De esta Unidad dependerán:
1. Brigada  Central de Delincuencia Económica y Fiscal, a la que le corresponde la investigación de los delitos relacionados contra la Hacienda Públicas, contra la Seguridad Social, fraudes financieros, delitos bursátiles y estafas de especial trascendencia.
2. Brigada Central de Investigación de Blanqueo de Capitales y anticorrupción, a la que le corresponde la investigación de los delitos relacionados con el blanqueo de capitales provenientes de hechos delictivos, piratería internacional corrupción en distintas modalidades y recuperación de activos.
3. Brigada Central de Inteligencia Financiera, a la que corresponde la investigación de los hechos delictivos relacionados con las actividades sometidas a control, vigilancia o inspección de los órganos encargados de la prevención del blanqueo de capitales. 
4. Brigada de Investigación del Banco de España, que asume la investigación de los delitos relacionados con la falsificación de moneda nacional y extranjera, funcionando como Oficina Central Nacional a este respecto. 
5. Unidad Adscrita a la Fiscalía Especial contra la Corrupción y Criminalidad Organizada, que desempeñará los cometidos de Policía Judicial en el órgano adscrito.

### Unidad Central de Ciberdelincuencia (Antes UIT)
Asume la investigación y persecución de actividades delictivas que impliquen la utilización de TIC y el ciberdelito de ámbito nacional y transnacional. Actuará como Centro de Prevención y Respuesta E-Crime. De esta unidad dependerán:
1. Brigada Central de Investigación Tecnológica, a la que corresponde la investigación de actividades delictivas relacionadas con la protección de los menores, la intimidad, la propiedad intelectual e industrial.
2. Brigada Central de Seguridad Informática, a la que le corresponde la investigación de las actividades delictivas que afecten a la seguridad lógica. Dentro de esta Brigada, se encuentra el Grupo Técnico Operativo (GTO), encargado del Análisis Forense Informático y el Apoyo Técnico al resto de Unidades de la Policía Nacional.
3. Brigada Central de Fraude Informático, a la que corresponde la investigación de fraude en la red.

## Distinciones
- En 2017: Premio Francisca de Pedraza contra la Violencia de Género a la Unidad de Atención a la Familia y Mujer de la Comisaría General de Policía Judicial.